# Знак мінералів
Знак мінера́лів (рос. знак минералов, англ. optic sign, mark, нім. Mineralzeichen n) – оптична характеристика мінералів, яка визначається положенням в них оптичної індикатриси, залежно від чого мінерали поділяються на позитивні (+) та негативні (–).